# Culcula
Culcula là một chi bướm đêm thuộc họ Geometridae.

## Các loài
- Culcula abraxata
- Culcula exanthemata
- Culcula lienpingensis
- Culcula panterinaria
- Culcula sychnospilas
- Culcula szechuanensis